# وو يبينغ
وو يبينغ (مواليد 14 أكتوبر 1999) هو لاعب كرة مضرب صيني، أفضل ترتيب له كان ال131 حصل عليه في سبتمبر 2022.

## روابط خارجية
- وو يبينغ على موقع رابطة محترفي التنس (الإنجليزية)
- وو يبينغ على موقع الاتحاد الدولي لكرة المضرب (الإنجليزية)
- وو يبينغ على موقع كأس ديفيز (الإنجليزية)
- وو يبينغ على موقع خلاصة التنس.كوم (الإنجليزية)